# 藤原福当麻呂
藤原 福当麻呂（ふじわら の ふたきまろ/ふたぎまろ）は、平安時代初期の貴族。藤原北家、右大臣・藤原内麻呂の五男。官位は従五位下・肥前守。

## 経歴
大同5年（810年）正月に従六位上から三階昇叙されて従五位下に叙爵し、同年9月に発生した薬子の変に伴い右少弁に補任される。弘仁3年（812年）典薬頭。弘仁4年（813年）常陸介に転じると、翌弘仁5年（814年）に国守の菅野真道の薨去を受けて後任として常陸守に昇進、その後も時期は不明ながら肥前守を務める等、嵯峨朝中期は主に地方官を歴任した。
本人は従五位下にとどまるが、曾孫の扶幹が公卿に昇っている。

## 官歴
『日本後紀』による。
- 時期不詳：従六位上
- 大同5年（810年） 正月10日：従五位下。9月10日：右少弁
- 弘仁3年（812年） 正月12日：典薬頭。10月：辞官（父服喪）。11月28日：復本官
- 弘仁4年（813年） 正月10日：常陸介
- 弘仁5年（814年） 7月1日：常陸守
- 時期不詳：肥前守[1]

## 系譜
『尊卑分脈』による。
- 父：藤原内麻呂
- 母：坂上登子 - 坂上苅田麻呂の娘
- 生母不詳の子女
  - 男子：藤原諸数
  - 男子：藤原世数
  - 男子：藤原依作
  - 男子：藤原真数または貞数
  - 男子：藤原数守
  - 男子：藤原数長
  - 女子：藤原賀登子 - 仁明天皇後宮